# Woryeong-dong
Woryeong-dong (koreanska: 월영동)  är en stadsdel i staden Changwon i provinsen Södra Gyeongsang i den sydöstra delen av Sydkorea, 300 km sydost om huvudstaden Seoul. Den ligger i stadsdistriktet Masanhappo-gu.